# Malechowo (gmina)
Malechowo – gmina wiejska w województwie zachodniopomorskim, w południowo-zachodniej części powiatu sławieńskiego. Siedzibą gminy jest wieś Malechowo.
Według danych z 31 grudnia 2019 roku gmina miała 6264 mieszkańców.
Miejsce w województwie (na 114 gmin):

powierzchnia 45., ludność 57.

## Położenie
Według danych z 1 stycznia 2009 powierzchnia gminy wynosi 226,52 km². Gmina stanowi 21,7% powierzchni powiatu.
Sąsiednie gminy:
- Darłowo i Sławno (powiat sławieński)
- Polanów i Sianów (powiat koszaliński)

W latach 1975–1998 gmina położona była w województwie koszalińskim.

## Administracja
W 2016 r. wykonane wydatki budżetu gminy Malechowo wynosiły 28,5 mln zł, a dochody budżetu 29,5 mln zł. Zobowiązania samorządu (dług publiczny) według stanu na koniec 2016 r. wynosiły 8 mln zł, co stanowiło 27,3% poziomu dochodów.
W 2021 r. wykonane wydatki budżetu Gminy wynosiły 41,63 mln zł,  a dochody budżetu 43,63 mln zł. 
W skład gminy wchodzi 27 sołectw: Bartolino, Białęcino, Borkowo, Darskowo, Drzeńsko, Gorzyca, Grabowo, Karwice, Kosierzewo, Kusice, Laski, Lejkowo, Malechowo, Malechówko, Niemica, Ostrowiec, Paprotki, Paproty, Pękanino, Podgórki, Przystawy, Sęczkowo, Sulechowo, Sulechówko, Święcianowo, Zielenica, Żegocino.

## Miejscowości
WsieBaniewo, Bartolino, Białęcino, Borkowo, Darskowo, Drzeńsko, Gorzyca, Grabowo, Karwice, Kosierzewo, Kusice, Laski, Lejkowo, Lejkówko, Malechowo, Malechówko, Niemica, Ostrowiec, Paproty, Pękanino, Podgórki, Przystawy, Sulechowo, Sulechówko, Święcianowo, Zielenica, Żegocino.
OsadyBiałęciniec, Białęcinko, Karw, Karwiczki, Kawno, Krzekoszewo, Kukułczyn, Kusiczki, Miłomyśl, Nowy Żytnik, Paprotki, Pięćmiechowo, Sęczkowo, Uniedrożyn, Uniesław, Witosław, Włodzisław, Zalesie

## Demografia
Gminę zamieszkuje 11,4% ludności powiatu.

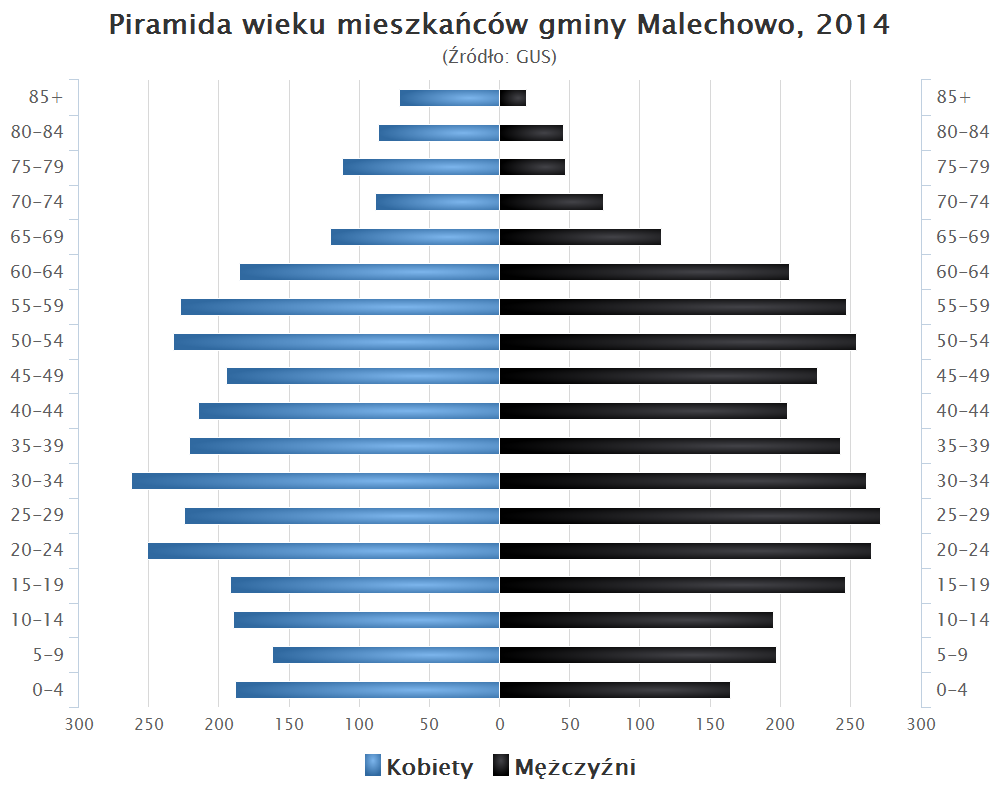
Piramida wieku mieszkańców gminy Malechowo w 2014 roku

## Przyroda i turystyka
Gmina leży na Równinie Słupskiej i Wysoczyźnie Polanowskiej. Przepływa przez nią rzeka Grabowa dostępna dla kajaków, uchodząca do rzeki Wieprzy. Tereny leśne zajmują 31% powierzchni gminy, a użytki rolne 60%. Na terenie gminy został utworzony specjalny obszar ochrony siedlisk Natura 2000 "Dolina Grabowej". Rozciąga się na terenie doliny rzeki Grabowej – od jej obszaru źródłowego aż do południowego skraju pradoliny niedaleko Sulechówka. Na terenie "Doliny Grabowej" występują liczne siedliska przyrodnicze, do których należy zaliczyć np.: naturalne eutroficzne i dystroficzne zbiorniki wodne, rzeki ze zbiorowiskami włosienniczników, torfowiska przejściowe, torfowiska zasadowe, kwaśne i żyzne buczyny, pomorski kwaśny las brzozowo-dębowy, bory i lasy bagienne. Siedliska leśne i torfowiskowe uważane są za najbardziej interesujące. Występuje tu ok. 600 gatunków roślin. Fauna jest reprezentowana również przez bogatą liczbę taksonów. Z ptaków występuje tu np. bielik, derkacz, dzięcioł czarny. Z innych gatunków zwierząt można tu spotkać np. wydrę, traszkę grzebieniastą, kumaka nizinnego.
Początkowo rzeka Grabowa przepływa przez torfowiska, łąki i lasy pełne oczek wodnych i jezior. Później sunie doliną przecinającą krajobraz morenowy porośnięty płatami buczyn, grądów i wilgotnych łąk. Dochodząca do Grabowej struga Wielenka płynie niezwykle ciekawą dolinką pośród krajobrazu zbliżonego do górskiego. Charakterystyczną cechą doliny Grabowej są liczne niewapienne źródła oraz torfowiska źródliskowe i mechowiskowe. Wysięki wód źródliskowych na krawędzi pradoliny umożliwiają powstanie łąk usianych storczykami. Sama rzeka zachowała się w stanie zbliżonym do naturalnego. Wypełniona jest gatunkami ryb z rodziny łososiowatych. Na terenie „Doliny Grabowej” wyznaczono szlaki piesze i rowerowe, a także jeden kajakowy. Głównym zagrożeniem dla tego terenu jest przede wszystkim zanieczyszczenie rzeki.

## Komunikacja
Przez gminę prowadzi droga krajowa nr 6 łącząca Malechowo ze Sławnem (14 km) i przez Sianów (19 km) z Koszalinem (29 km). Przez wieś Ostrowiec prowadzi także droga wojewódzka nr 205 do Sławna (10 km) i Polanowa (20 km).
Przez gminę prowadziły dwie linie kolejowe, omijające wieś Malechowo. Pierwsza została zbudowana w 1869 r. i połączyła Koszalin ze Słupskiem. Wcześniej zbudowano część ze Szczecina do Koszalina, a w 1870 r. ze Słupska do Gdańska. Odcinek Koszalin-Sławno-Słupsk został zelektryfikowany w 1988 r. Druga linia, wąskotorowa (o szerokości 750 mm) ze Sławna do Polanowa została zbudowana w 1897 r. Prowadziła przez wsie we wschodniej części gminy. W 1934 r. zmieniono ją na normalnotorową (1435 mm), a w 1945 r. rozebrano. Obecnie w gminie czynna jest jedna stacja: Karwice.
W gminie funkcjonuje jedna placówka pocztowa: Malechowo (kod 76-142).